# Renschia
Renschia es un género monotípico de plantas con flores perteneciente a la familia Lamiaceae. Su única especie: Renschia heterotypica (S.Moore) Vatke, Linnaea 43: 94 (1881), es originaria del norte de Somalia en alturas de 1000 a 1800 metros.

## Descripción
Son arbustos erectos o colgantes cuyo tallo alcanza los  0.5 m de longitud, pubescentes. Las hojas son pecioladas, ovada-orbiculares, de. 36 × 38 mm, con el ápice redondeado, margen crenado. Con brácteas muy pequeñas. 

## Sinonimia
- Tinnea heterotypica S.Moore, J. Bot. 15: 69 (1877).